# シリコン・アレー

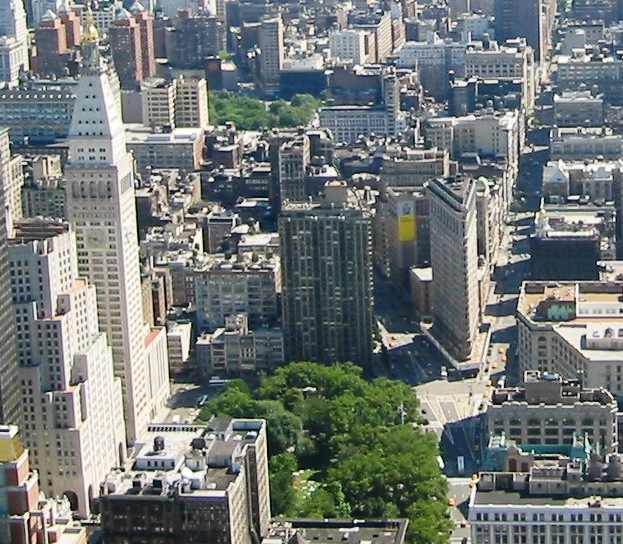
フラットアイアン・ディストリクト (en) はシリコン・アレーの発祥地であり、現在この名前はニューヨーク都市圏にまで拡大したハイテクセクターの換喩である。

シリコン・アレー (Silicon Alley) は、ニューヨーク市マンハッタンを中心とし、ニューヨーク都市圏一帯にまで広がるハイテク産業の集積地を表す換喩である。このハイテク産業とは、インターネット、ニューメディア、テレコミュニケーション、デジタルメディア、ソフトウェア開発, バイオテクノロジー、ゲームデザイン、ファイナンシャル・テクノロジー (fintech) などのインフォメーションテクノロジー関連である。このエリアの起業家エコシステム (en) およびベンチャーキャピタルの投資によって支えられている。2014年10月現在、ニューヨーク市はテクノロジーセクター (tech sector) において300,000人の従業員を抱えている。

## 背景
シリコン・アレーという用語はハイテク産業でより長い歴史を持つカリフォルニアのシリコンバレーに由来する。この地区は元々フラットアイアン・ディストリクト (en) に端を発している。これは5番街沿いのブロードウェイと23丁目の地点に建つフラットアイアンビルの近辺のミッドタウンとロウアー・マンハッタンにまたがるエリアである。シリコン・アレーが指すエリアが拡大していく初期には、ブルックリンのダンボ地区も指すようになった。しかし、シリコン・アレーは単に場所を指すだけの言葉ではない。起業家精神がマンハッタンを越えてニューヨーク市やニューヨーク都市圏に拡大してゆき、インターネットやニューメディアベンチャー以外にも業態が拡大していくに連れて、この言葉の指す範囲はニューヨーク都市圏内の幅広い起業活動全般を包含するようになっている。
シリコン・アレーという言葉は1995年にニューヨークの求人担当者だったJason Denmarkによって造られたと言われている。彼はダウンタウン・マンハッタンに新しく芽生えつつあったテクノロジー集積地の顧客支援を行っていた。当時、もっぱらシリコンバレーに就職希望だった技術者たちを惹きつけるためにObject Technology DevelopersのネットニュースにSilicon Alleyと銘打った広告を投稿した。これは"Subject: NYC - silicon ALLEY"というタイトルで1995年2月16日に投稿された。1995年6月16日にもJason Denmarkは"Subject: SILICON 'ALLEY' POSITIONS"という投稿を行っている。
シリコン・アレーを初めて取り上げたメディアはオンライン・ニュースレターの@NYである。シリコン・アレーにおけるベンチャーキャピタルの機会にフォーカスした初めての雑誌、AlleyCat Newsは1996年秋に創刊された。2000年代に入って、シリコン・アレーのインターネット産業はますます拡大していった。バイオテクノロジー産業もシリコン・アレーで成長を続けており、コーネル大学とイスラエル工科大学はルーズベルト島に応用科学の大学院キャンパスを建設することになっている。